# Guy and Madeline on a Park Bench
A Guy and Madeline on a Park Bench 2009-ban bemutatott amerikai filmmusical Damien Chazelle rendezésében. A főszerepet Jason Palmer, Desiree Garcia és Sandha Khin alakítja.